# Natalia Karímova
Natalia Valérievna Karímova –en ruso, Наталья Валерьевна Каримова– (Rostov del Don, 28 de febrero de 1974) es una deportista rusa que compitió en ciclismo en la modalidad de pista, especialista en las pruebas de persecución individual y puntuación.
Ganó dos medallas en el Campeonato Mundial de Ciclismo en Pista de 1997 y una medalla de bronce en el Campeonato Europeo de Ómnium de 2002.

## Medallero internacional
| Campeonato Mundial | Campeonato Mundial  | Campeonato Mundial | Campeonato Mundial     |
| Año                | Lugar               | Medalla            | Competición            |
| ------------------ | ------------------- | ------------------ | ---------------------- |
| 1997               | Perth ( Australia)  | Medalla de oro     | Puntuación             |
| 1997               | Perth ( Australia)  | Medalla de plata   | Persecución individual |
| Campeonato Europeo |                     |                    |                        |
| Año                | Lugar               | Medalla            | Competición            |
| 2002               | Büttgen ( Alemania) | Medalla de bronce  | Ómnium                 |

1. ↑  Campeonato Europeo realizado sólo para la disciplina de ómnium.